# Szárny (biológia)

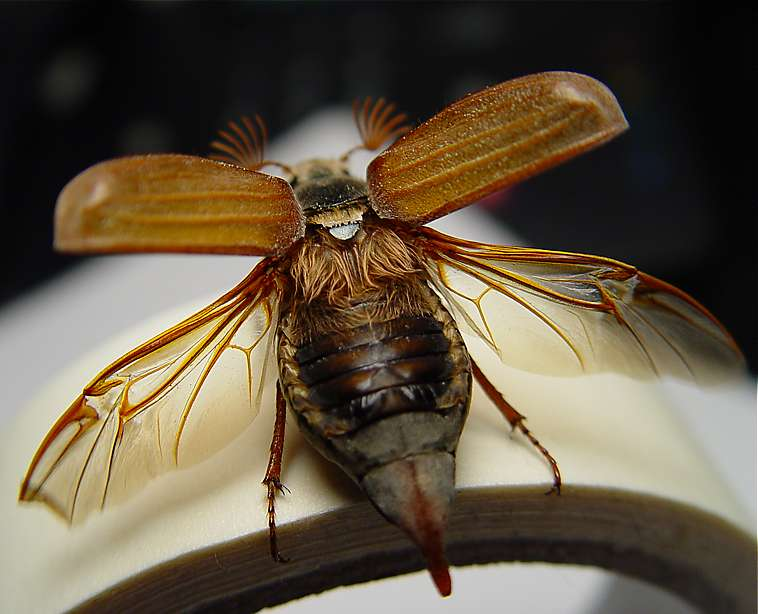
A cserebogár szárnyai. Az 1. pár szárny a bogaraknál másodlagosan átalakult, ez egy mechanikai védelmet szolgáló fedőszárny (elytra). A 2. pár szárny a repülést szolgálja

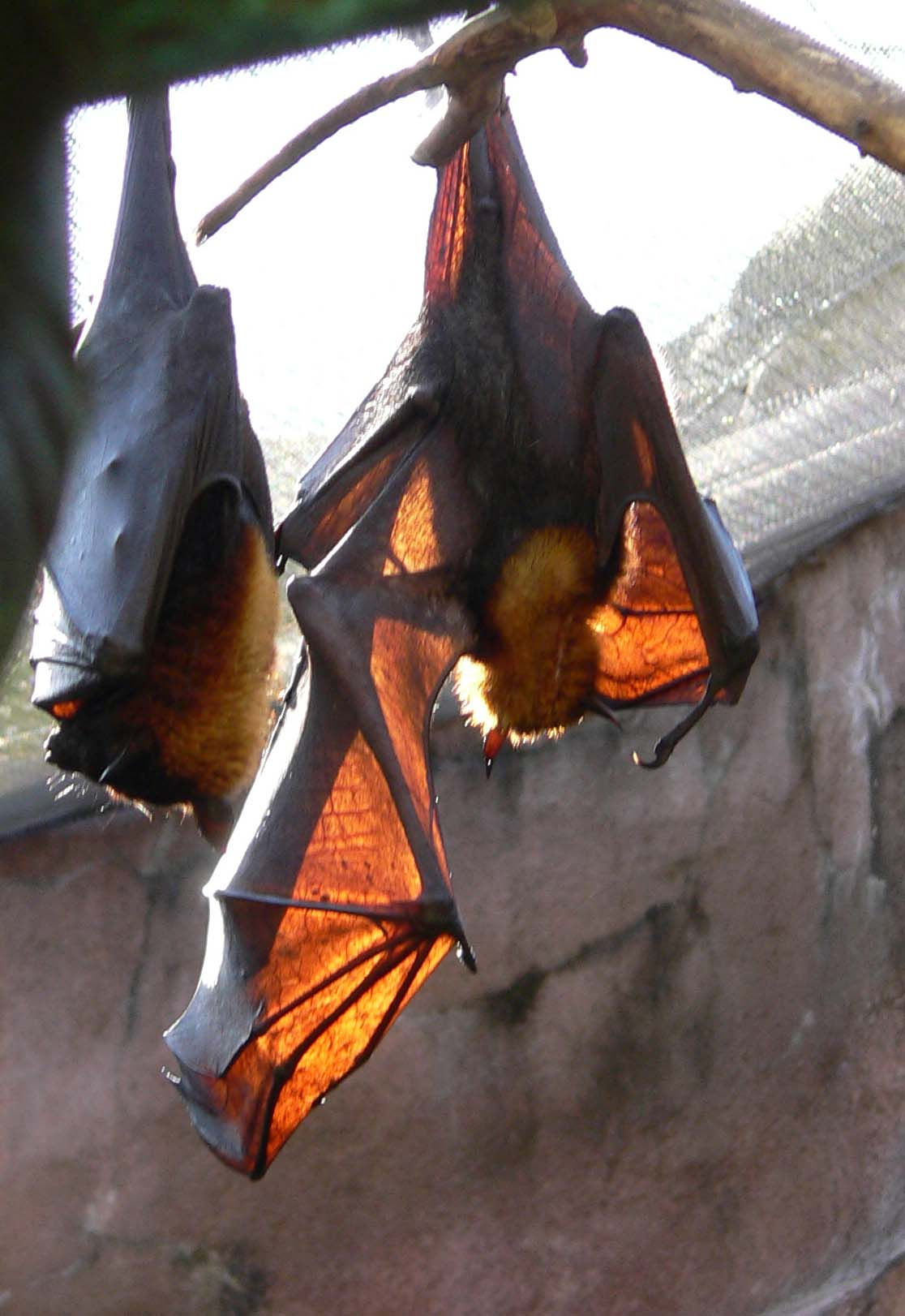
A denevérszárnyak, mint ezé a maláj repülőrókáé is, húsosak és toll nélküliek

A szárny olyan felület, ami a repülésre alkalmassá tevő felhajtóerőt biztosít a levegőben vagy más gáz halmazállapotú anyagban való mozgáshoz. A szó eredetileg a madarak, denevérek és pteroszauruszok repüléshez módosult mellső végtagját, illetve a rovarok kültakarójának repüléshez módosult nyúlványait jelentette. Sokszor mitológiai lényeket, például sárkányokat és angyalokat is szárnyakkal ábrázoltak. Később az ember alkotta repülőgépek és helikopterek aerodinamikai felhajtóerőt biztosító felületeire is a „szárny” szót alkalmazták. Az első repülőgépek szárnyait még nagymértékben az állati szárnyak alakját utánozva tervezték.

## Állati szárnyak
A biológusok szerint az állati szárnyak legalább négy alkalommal kifejlődtek egymástól függetlenül, a konvergens evolúció kiváló példájaként.
- a szárnyas rovarok (Pterygota) mintegy 300-400 millió évvel ezelőtt (mya) jelentek meg. Két pár szárnyuk van, ezek nem végtagok, hanem a kültakaró nyúlványai. Egyes csoportjaikban az egyik, vagy mindkét pár szárny elcsökevényesedhet.
- a pteroszauruszok szárnyai legalább 225 millió évvel ezelőtt jelentek meg. A hordfelületük bőr, melyet a mellső végtag 4. ujja feszít ki.
- a madarak szárnyai legalább 150 millió évvel ezelőtt jelentek meg. Hordfelületük nagy részét a kézevezőnek és a karevezőnek nevezett tollak adják.
- a denevérek szárnyai mintegy 55 millió éve jelentek meg. A hordfelületük bőr, melyet nagyrészt az a mellső végtag 2-5. ujjai feszítenek ki.

A madarak szárnya (ala) alak szerint többféle lehet: kerek, tompa, hegyes, kaszás, sarlós, hosszú, keskeny, széles stb.

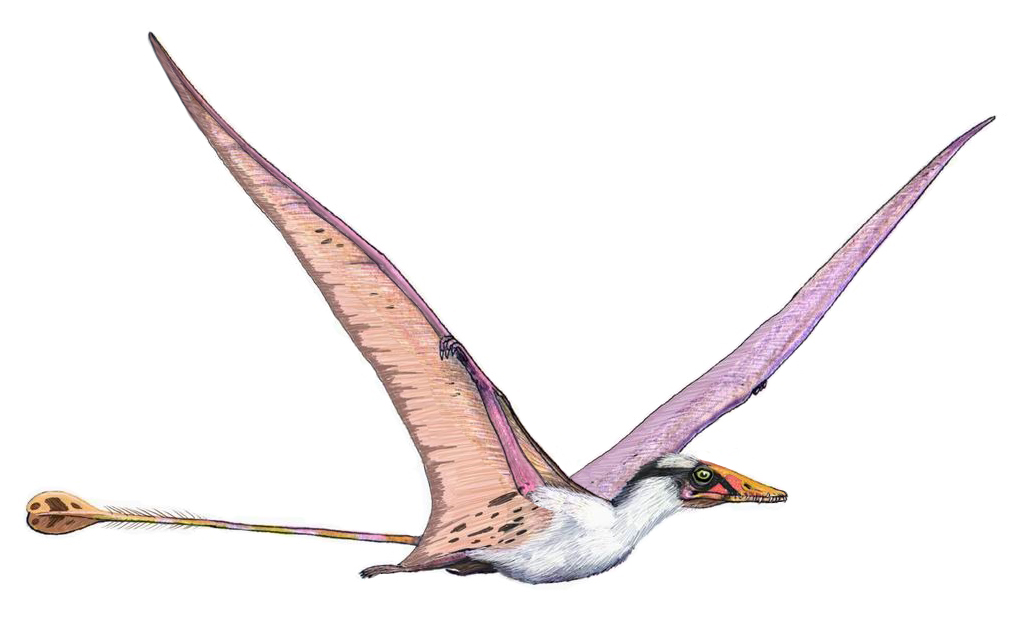
Egy repülő őshüllő: Campylogn sp.